# فرانتس-یوزف مولر فون رایشنشتین
فرانتس-یوزف مولر فون رایشنشتین (به آلمانی: Franz-Joseph Müller von Reichenstein)،(زاده ۱ ژوئیه ۱۷۴۰ یا ۴ اکتبر ۱۷۴۲ - درگذشته ۱۲ اکتبر ۱۸۲۵ یا ۱۸۲۶)کانی‌شناس اتریشی و مهندس معدن بود. مولر در امپراتوری هابسبورگ مسئولیت‌هایی در اداره معادن در بانات، ترانسیلوانیا و تیرول داشت. زمانی که در ترانسیلوانیا بود در سال ۱۷۸۲ عنصر تلوریم را کشف کرد. در شغل بعدی‌اش به عضویت شورای امپراتوری وین درآمد و در سال ۱۸۲۰ شوالیه شده و به رتبه فرایهر ارتقا یافت.

## کشف تلوریم
مولر به عنوان رئیس نقشه‌برداری معادن اتریش در ترانسیلوانیا مسئول تجزیه و تحلیل نمونه‌های سنگ‌های معادن بود. او سنگ‌های معادن طلای زلاتنا نزدیک جایی که الان سیبیو، ترانسیلوانیا نامیده می‌شود را بررسی کرد. این سنگ معدن پیریت طلای دارای انتیموان نامیده می‌شد و براساس گفته آنتوان فون روپرشت نقره دارای مولیبدن و شامل انتیموان بومی هم بود. مولر نتیجه‌گیری کرد که در این سنگ معدن انتیموان وجود ندارد بلکه آن سولفید بیسموت است. سال بعد گزارش داد که این حرف اشتباه بوده‌است و سنگ معدن دارای طلای زیاد و یک عنصر ناشناخته است که بسیار شبیه انتیموان است. پس از بررسی‌های کامل که سه سال طول کشید و بیش از ۵۰ آزمایش انجام گرفت، مولر چگالی نسبی ماده معدنی را مشخص کرد و اشاره کرد که هنگام گرم کردن فلز جدید از آن دود سفیدی بلند می‌شود که بویی شبیه-تربچه دارد، و رنگ قرمزی فلز نشان داشتن سولفوریک اسید است، و هنگام رقیق شدن با آب رسوب سیاه می‌دهد. با وجود این او قادر به شناسایی این فلز نشد و به آن نام‌های aurum paradoxium و metallum problematicum داد، که خواص پیش‌بینی شده برای انتیموان را نشان نمی‌داد.
در سال ۱۷۹۸، شیمیدان آلمانی مارتین هاینریش کلاپروت فلز جدید را از نمونه‌ای که مولر فرستاده بود جدا کرد. بعد از آزمایش کامل او به این نتیجه رسید که در نمونه فلز جدیدی وجود دارد. او نام تلوریم را روی آن گذاشت، ولی مولر را کاشف آن معرفی کرد.

## مطالعه بیشتر
- Meyer, Richard (1921). "Martin Heinrich Klaproth, ein deutscher Chemiker des 18. Jahrhunderts". Zeitschrift für Angewandte Chemie. 34: 1. doi:10.1002/ange.19210340102.
- Dittmer, Donald C. (2003). "Tellurium". Chemical & Engineering News. 81: 128. doi:10.1021/cen-v081n036.p128.
- Weeks, Mary Elvira (January 2003). Discovery of the Elements. ISBN 978-0-7661-3872-8.